# Mutoko (Distrikt)
Mutoko, auch Mtoko, ist ein Distrikt in der Provinz Mashonaland East in Simbabwe. Er hat eine Fläche von etwa 4050 km² und 161.091 Einwohnern leben in ihm (2022). Die Kleinstadt Mutoko ist der größte Ort im Distrikt.

## Geografie
Der Distrikt liegt etwa 100 km östlich der Hauptstadt Harare. Im Süden erhebt er sich bis auf 1100 m und fällt nach Norden bis auf 700 m ab. Er grenzt im  Süden an den Distrikt Murewa, im Nordwesten an den Distrikt Uzumba-Maramba-Pfungwe, im Nordosten an Mudzi und im Südosten an die Distrikte Nyanga und Makoni in der Provinz Manicaland.
Ein großes Stück der Südostgrenze wird dabei vom Luenha und seinem Nebenfluss Ruenya gebildet.
Der Distrikt ist in 29 Wards aufgeteilt.

## Infrastruktur
Die gut frequentierte und ausgebaute Fernstraße von Harare nach Blantyre führt durch den Ort. Sie wird in der Regenzeit vom Fluss Mvinzi regelmäßig überflutet.

## Wirtschaft
Ein Baumschulprojekt zog und pflanzte 1990 rund 38.000 Nutzbäume. Es gibt Überlegungen zu einer Obstbaumkultur. Ein laufendes Projekt gewinnt Pflanzenöl aus dem Jirimono-Busch (Purgiernuss), der in Mutoko traditionell als Hecke gepflanzt wird. Das Öl dient als Treibstoff (Biodiesel) sowie als Grundlage der Produktion von Seife und alternativem Dünger.
Im Distrikt Mutoko werden neben den Schmucksteinen Aquamarin, Goshenit und verschiedenen Granaten unter anderem noch Kassiterit, Kyanit und Coltan (auch Columbit-Tantalit) gewonnen. Die Gooddays Mine (auch Good Days Mine) gilt zudem als Typlokalität für das von S.H.U. Bowie 1957 erstbeschriebene Mineral Grayit.
Im Jahr 2021 lebten die Menschen in 71,8 % der Haushalte unter der für Simbabwe in diesem Zeitraum festgelegten Armutsgrenze von 45,60 US$/Person und Monat. Er ist damit einer der zehn ärmsten im Land.